# Белосельский, Дмитрий Станиславович
Дмитрий Станиславович Белосе́льский (род. 1975) — российский оперный певец (бас), солист Большого театра (2010—2013), постоянный приглашенный солист театра Ла Скала, Метрополитен-опера, Венской оперы. Заслуженный артист РФ (2010). Лауреат премии «Золотая маска» (2015).

## Биография
Родился в 1975 году в г. Павлоград Украинской ССР.
В 1996—2001 гг. обучался в Российской академии музыки им. Гнесиных. Будучи студентом академии, стал солистом Московского академического камерного хора под управлением Владимира Минина. Вместе с хором гастролировал в Германии, Франции, Японии, США, Аргентине.
В 2005 году стал солистом хора Московского Сретенского монастыря. Совместно с хором гастролировал в Рио-де-Жанейро, Сан-Пауло, Буэнос-Айресе, Асунсьоне, Нью-Йорке, Вашингтоне, Бостоне, Торонто, Мельбурне, Сиднее, Берлине, Лондоне.
В 2010 году был принят в Большой театр России, в котором исполнил 7 партий, среди которых Захария («Набукко» Дж. Верди), Король Рене («Иоланта» П. Чайковского), Малюта Скуратов («Царская невеста» Н. Римского-Корсакова), Эскамильо («Кармен» Ж. Бизе), Борис Годунов («Борис Годунов» М. Мусоргского), Филипп II («Дон Карлос» Дж. Верди), Мефистофель («Осуждение Фауста» Г. Берлиоза).
Сотрудничал с такими дирижерами, как М. Армильято, Д. Баренбойм, Ю. Башмет, Б. де Бийи, Т. Зандерлинг, П. Кариньяни, Дж. Конлон, Я. Латам-Кениг, Х. Лопес-Кобос, Дж. Ливайн, И. Марин, З. Мета, Р. Мути, М. Плетнев, В. Синайский, Вл. Спиваков, Вл. Федосеев, Р. Фрицца, Р. Шайи.

### Зарубежная деятельность
В 2011 году исполнил партии в операх Джузеппе Верди: Захарии в опере «Набукко» в Метрополитен-опера, Фридриха Барбароссы в опере «Битва при Леньяно» в Римской опере и партию Банко в опере «Макбет» на Зальцбургском фестивале.
В 2012 году исполнил партии Короля Рене в опере Чайковского «Иоланта» и Ланчотто Малатесты в опере Рахманинова «Франческа да Римини» в Театре-ан-дер-Вин, Креонта в опере Керубини «Медея» во Дворце искусств королевы Софии, Феррандо в опере Верди «Трубадур» в Канадской опере, Якопо Фиеско в опере Верди «Симон Бокканегра» в Римской опере.
В 2013 году исполнил партии Захарии в опере Верди «Набукко» В Ла Скала, Аттилы в опере Верди «Аттила» в Театре-ан-дер-Вин, Захарии в опере Верди «Набукко» на Зальцбургском фестивале.
В 2014 году исполнил партии Захарии в Венской государственной опере, в концертном зале NHK в Токио и на фестивале «Хорегии Оранжа», Якопо Фиеско в Берлинской государственной опере, Баварской государственной опере и концертном зале «Бунка Кайкан», Рамфиса в опере Верди «Аида» в Метрополитен-опера и на фестивале Арена ди Верона.
В 2015 году исполнил партии Де Сильвы в опере Верди «Эрнани» в Метрополитен-опера, Оровеза в театре Ла Фениче в Венеции, Захарии и Рамфиса на фестивале Арена ди Верона, Ивана Хованского в опере Мусоргского «Хованщина» в Венской государственной опере, Гремина в опере Чайковского «Евгений Онегин» в Опере Хьюстона, Тальбота в опере Верди «Жанна д’ Арк» в Ла Скала.
В 2016 году исполнил партии Захарии в Опере Чикаго, Графа Вальтера в опере Верди «Луиза Миллер» в мадридском театре Реал, Якопо Фиеско в Ла Скала.
В 2017 году исполнил партии Захарии и Рамфиса в Метрополитен-опера, Бориса Годунова в опере Мусоргского «Борис Годунов» в Баварской государственной опере, Гремина в оперном театре Чикаго.

## Награды
- II премия Международного конкурса им. П. И. Чайковского (2007)[3]
- Заслуженный артист Российской Федерации (2010)[1]
- Национальная театральная премия «Золотая маска» (2015) — за исполнение партии Филиппа II в опере «Дон Карлос» в Большом театре[2]